# 吉罗拉莫·弗拉卡斯托罗
吉罗拉莫·弗拉卡斯托罗（義大利語：Girolamo Fracastoro，1477年—1553年8月6日），文艺复兴时期欧洲维罗纳的一位医生和作家。他非常著名的作品是题为《梅毒》（1530年）的新拉丁文诗歌，书中描述了梅毒的各种症状及其该病的建议治疗方法。
弗拉卡斯托羅亦是微生物学和對传染病的认识上的重要人物。他提出了传染病理论，认为传染病可以通过微小粒子或 "种子"（他称之为 "seminaria"）在空气中传播。这一理论为人们了解疾病（包括由细菌引起的疾病）的传播奠定了基础。虽然他的研究早于细菌的发现，但他的观点为后来疾病细菌理论的发展做出了贡献。

## 扩展阅读
- The Latin text available in Google Books (see link below) is from Poemata selecta Italorum: qui seculo decimo sexto latine scripserunt. Oxford and London: Slatter et Munday (Ox.) Longman, Hurst, Rees, & Orme (London) 1808, p. 65-110.